# Hospital Nacional Guido Valadares

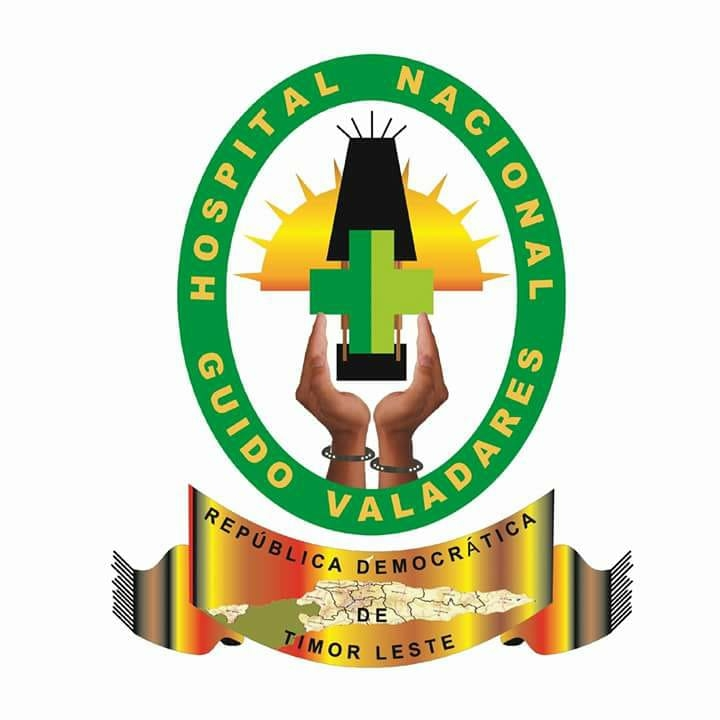
Logo

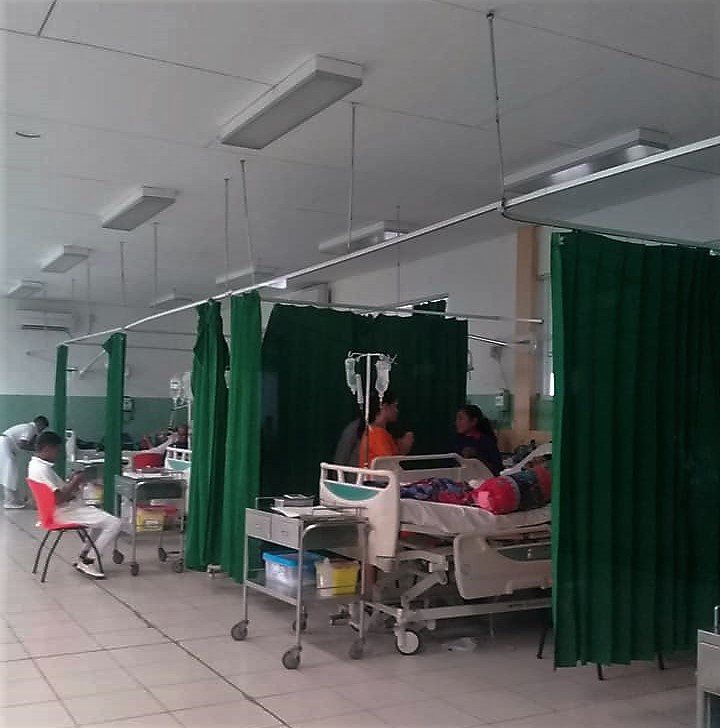
Patientenzimmer im Hospital Nacional Guido Valadares

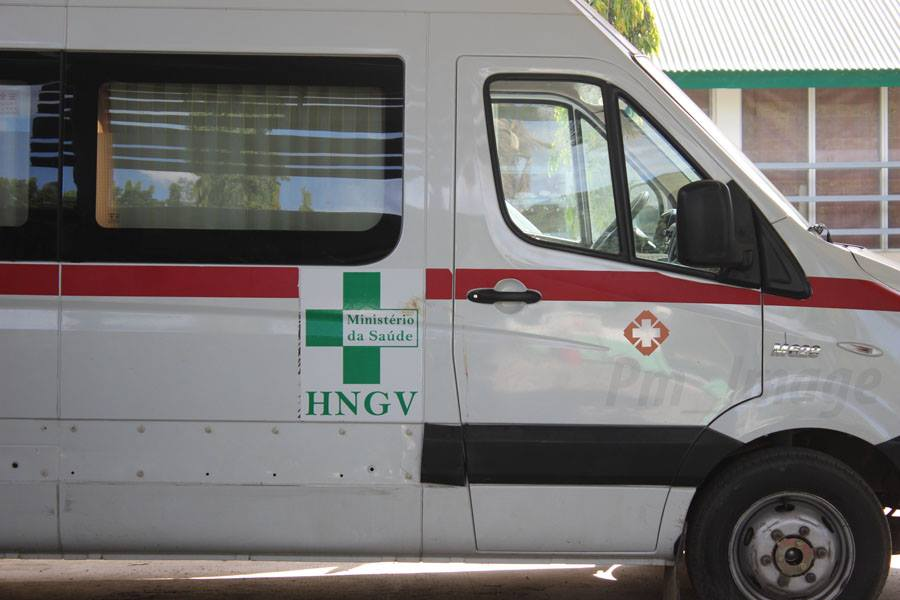
Krankenwagen des „Hospital Nacional Guido Valadares“

Das Hospital Nacional Guido Valadares HNGV (deutsch Nationalkrankenhaus Guido Valadares, tetum Ospitál Nasionál Guido Valadares) ist das größte Krankenhaus Osttimors. Es befindet sich in der Landeshauptstadt Dili an der Avenida Dom Martinho Lopes im Stadtteil Kuluhun de Cima (Suco Culu Hun). Bis zu seiner Umbenennung am 29. Juni 2003 nach Osttimors ersten stellvertretenden Minister für Arbeit und Soziales Guido Valadares, hieß es National Hospital Dili.
Das Krankenhaus verfügt über 260 Betten. Seit 2014 gibt es hier eine Abteilung für Hepatitis.

## Geschichte
Am 11. April 1983 wurde das Krankenhaus an seinem heutigen Zustand eröffnet. Zuvor war das Krankenhaus von Lahane das wichtigste Krankenhaus von Dili. Das Zentrale Allgemeine Krankenhaus Dili (Rumah Sakit Umum Pusat Dili RSUP) war ein indonesisches Militärkrankenhaus bis September 1999. Am 19. September übernahm das Internationale Rote Kreuz die Leitung, die indonesische Besatzungsmacht zog ab. Am 29. Juni 2001 wurde sie an die Übergangsregierung Osttimors übergeben und das Krankenhaus erhielt seinen heutigen Namen.
2016 erhielt das Krankenhaus die administrative, finanzielle und institutionelle Autonomie mit dem Gesetz 39/2016.
Am 26. März 2020 begannen die Arbeiten zur Einrichtung eines eigenen pathologischen und mikrobiologischen Labors zur Untersuchung von Proben auf COVID-19. Die Kosten von 350.000 US-Dollar übernahmen die Menzies School of Health Research, die australische und die britische Regierung. Die Weltgesundheitsorganisation (WHO) stellte eine PCR-Arbeitsstation (PCR-hood) zur Verfügung. Weiteres Material und Know-how kamen aus Australien. Bisher wurden Proben nach Australien ausgeflogen und im Royal Darwin Hospital geprüft.
Die ehemalige Gesundheitsministerin Maria do Céu Sarmento war am HNGV von 1996 bis 2006 als Ärztin tätig.